# Ballan-Miré

Ballan-Miré este o comună în departamentul Indre-et-Loire, Franța. În 1 ianuarie 2022 avea o populație de 8.347 de locuitori.